# Elizabeth Young (contralt)
Elizabeth Young (173? a Londres - Idem. 12 d'abril, 1773), va ser una contralt i actriu anglesa. Va formar part d'una coneguda família anglesa de músics que incloïa diversos cantants i organistes professionals durant els segles XVII i XVIII.

## Biografia
Elizabeth Young va néixer a la dècada de 1730. El seu pare, Charles Young, era un empleat del Tresor. Era la filla mitjana de tres filles i la seva germana gran Isabella era una mezzosoprano d'èxit i la seva germana petita Polly era una famosa soprano, compositora i teclista. Tant el seu avi, Charles Young, com el seu besoncle, Anthony Young, van ser organistes i compositors notables. També tenia tres ties famoses que eren cantants notables. La seva tia Cecilia (1712–1789), va ser una de les més grans sopranos angleses del segle XVIII i fou l'esposa del compositor Thomas Arne. La seva tia Isabella també va ser una soprano d'èxit i era l'esposa del compositor John Frederick Lampe i la seva tia Esther era una coneguda contralt i esposa de Charles Jones, un editor musical d'èxit a Anglaterra durant el segle XVIII.
El 1755 Elizabeth va viatjar a Dublín amb l'oncle Thomas i la tia Cecilia Arne per cantar el paper de Grideline a l'òpera Rosamond de Thomas al "Smock Alley Theatre". El viatge va resultar ser una mica desafortunat, ja que les dificultats matrimonials de Thomas i Cecilia van arribar a un punt culminant en aquest viatge, i el resultat final va ser que Thomas va deixar la seva dona. Elizabeth no es va cenyir a les línies de sang i va decidir tornar a Anglaterra amb el seu oncle el 1756. El desembre següent va aparèixer com a pastoreta a l'òpera Eliza del seu oncle.
El 1758, Elizabeth Young es va unir a la companyia de cantants del "Theatre Royal, Drury Lane", on va aparèixer per primera vegada com a Lucy a The Beggar's Opera. L'actuació es va presentar enganyosament com "la seva primera aparició a qualsevol escenari", probablement per raons de màrqueting. Va cantar regularment a "Drury Lane" fins al 1772 i en algunes temporades al "Finch's Grotto", un jardí de plaer al sud de Londres. La seva veu baixa significava que sovint se li donaven papers de calzones o parts de dones grans. Sobretot, va crear el paper d'Agenor a l'estrena mundial de The Royal Shepherd (1764) de George Rush i va retratar Úrsula a l'estrena mundial de The Padlock (1768) de Charles Dibdin. Es va casar amb el violinista Ridley Dorman el 1762.